# Aleksandr Donder
Aleksandr Donder (en ruso: Александр Соломонович Дондер) (Vorónezh, 9 de junio de 1946 - Vorónezh, 26 de enero de 2015) fue un futbolista ruso que jugaba en la demarcación de defensa. Además, ejerció el cargo de entrenador, presidente, jefe de equipo, director técnico, director ejecutivo y director técnico.

## Biografía
Debutó como futbolista en 1963 con el FC Fakel Voronezh, disputando sus partidos en la Primera División de la Unión Soviética. En su primera temporada con el club obtuvo la duodécima posición, y la vigésimo segunda en su segunda y última temporada con el equipo, ya que en 1965 fichó por el FC Metallurg Lipetsk. Jugó en el club hasta 1968, año en el que se retiró como futbolista. En 1983 volvió a los terrenos de juego, de nuevo con el FC Fakel Voronezh, pero para ejercer el cargo de entrenador hasta 1987. Además durante su estancia en el club, ganó la Primera Liga Soviética en 1984. En 1988, se presentó a las elecciones de la presidencia del club, cargo que ostentó durante un año. También ejerció las labores de jefe de equipo, director técnico, director ejecutivo y director técnico, este último en 2006.
Falleció el 26 de enero de 2015 en Vorónezh a los 68 años de edad.

## Clubes

### Como futbolista
| Club                 | País          | Año         |
| -------------------- | ------------- | ----------- |
| FC Fakel Voronezh    | RSFS de Rusia | 1963 - 1965 |
| FC Metallurg Lipetsk | RSFS de Rusia | 1965 - 1968 |

### Como entrenador
| Club              | País          | Año         |
| ----------------- | ------------- | ----------- |
| FC Fakel Voronezh | RSFS de Rusia | 1983 - 1987 |

## Palmarés

### Campeonatos nacionales
| Título                 | Club              | País  | Año  |
| ---------------------- | ----------------- | ----- | ---- |
| Primera Liga Soviética | FC Fakel Voronezh | Rusia | 1984 |